# Saison des tempêtes hivernales en Europe de 2020-2021
La saison des tempêtes hivernales en Europe de 2020-2021 désigne l'apparition de cyclones extratropicaux en Europe. La plupart des cyclones extratropicaux en Europe se forment entre septembre et mars.

## Noms des tempêtes
Il y a un accord formel pour donner des noms qui soient supervisés par les services météorologiques en Irlande (Met Éireann), au Royaume-Uni (Met Office), en France (Météo-France), en Espagne (AEMet), et au Portugal (IPMA). Lorsqu'une tempête affecte d'abord l'Irlande ou la Grande-Bretagne, c'est le nom choisi dans la liste de ces services météorologiques qui sera retenu et vice-versa pour celles qui affectent d'abord le continent.
En plus de ces systèmes de dénomination, l’Université libre de Berlin nomme également les anticyclones et dépressions par le biais de son programme « Adoptez un vortex ». Les pays nordiques, comme le Danemark, la Norvège et la Suède, nomment également des tempêtes avec un échange réciproque plus limité. D'autres nations peuvent également nommer des tempêtes soit par l'intermédiaire de leurs institutions météorologiques nationales, soit par le biais des populations (le noms des ex-ouragans qui affectent l'Europe est de ceux-là).

### Irlande, Royaume-Uni et Pays-Bas
| Noms pour le groupe : Irlande / Royaume-Uni / Pays-Bas,     | Noms pour le groupe : Irlande / Royaume-Uni / Pays-Bas, | Noms pour le groupe : Irlande / Royaume-Uni / Pays-Bas,          |
| ----------------------------------------------------------- | ------------------------------------------------------- | ---------------------------------------------------------------- |
| - Aiden - Bella - Christoph - Darcy - Evert - Fleur - Gavin | - Heulwen - Iain - Julia - Klaas - Lilah - Minne - Naia | - Oscar - Phoebe - Ravi - Saidhbhín - Tobias - Veronica - Wilson |

Légende :
- en gras, les noms déjà attribués (p. ex. Aiden) ;
- sinon, les noms définis restant à attribuer (p. ex. Wilson).

### France, Espagne, Portugal et Belgique
C'est la troisième année que les agences météorologiques de France, d'Espagne et du Portugal nomment des tempêtes qui affectent leurs régions. Ce schéma de noms recoupe partiellement celui utilisé par le Royaume-Uni et l'Irlande, car les tempêtes désignées par l'autre groupe d'agences seront utilisées réciproquement.
| Noms pour le groupe : France / Espagne / Portugal / Belgique,  | Noms pour le groupe : France / Espagne / Portugal / Belgique,   | Noms pour le groupe : France / Espagne / Portugal / Belgique,   |
| -------------------------------------------------------------- | --------------------------------------------------------------- | --------------------------------------------------------------- |
| - Alex - Barbara - Clement - Dora - Ernest - Filomena - Gaetan | - Hortense - Ignacio - Justine - Karim - Lola - Mathieu - Nadia | - Octave - Paula - Rodrigo - Sofia - Tristan - Viviane - Walter |

Légende :
- en gras, les noms déjà attribués (p. ex. Alex) ;
- sinon, les noms définis restant à attribuer (p. ex. Walter).

## Chronologie
- Légende :
- Tempête synoptique
- Tempête cyclonique, ou tempête post-tropicale

## Tempêtes majeures

### Tempête subtropicaleAlpha
Le 15 septembre, le National Hurricane Center a commencé à suivre une dépression frontale bien au nord-ouest de la péninsule ibérique ayant un potentiel pour devenir subtropicale. À 16 h 30 UTC, le 18 septembre, la tempête subtropicale Alpha s'est formée à 125 km au nord de Lisbonne, au Portugal, à partir du système non tropical précédent. Ceci fit de la saison cyclonique 2020 dans l'océan Atlantique nord la deuxième dans l'histoire à utiliser l'Alphabet grec pour nommer ses cyclones, l'autre étant la saison cyclonique 2005. Elle touche la côte à 195 km au nord-nord-est de Lisbonne 3 heures plus tard et des vents soutenus de 39 nœuds (72 km/h) furent rapportés à Sao Pedro de Moel ainsi qu'une pression de 996 hPa.
Le système devient rapidement une faible dépression des latitudes moyennes résiduelle en entrant dans les terres et le NHC cesse ses bulletins à 3 h UTC le 19 septembre. Cette éphémère tempête est un des rares cas de cyclone tropical ou subtropical à toucher l'Europe.

### CycloneIanos
Le cyclone subtropical méditerranéen Ianos a pris son origine sur le golfe de Syrte à partir d'une zone de basse pression qui a rapidement lancé la cyclogenèse tropicale tout en se déplaçant sur des eaux chaudes le 14 septembre. Après avoir reçu divers noms de différents centres météorologiques, la tempête, surnommée Ianos par les Grecs, s'est rapidement intensifiée en se déplaçant vers le nord-est. Après avoir frôlé l'Italie, la tempête a frappé Malte et la Crète avec des vents violents de type tempête tropicale. Malgré son approche des terres le petit cyclone a atteint son intensité maximale avec des vents de 120 km/h le 18 septembre, juste avant de toucher terre dans le sud-ouest de la Grèce. Il s'est dissipée le 20.

### TempêteAlex
Le 30 septembre 2020, Météo-France a attribué le nom Alex, (alias Brigitte) à la dépression atlantique qui se dirigeait vers la Bretagne sud. Il s'agit d'une tempête à caractère explosif (bombe météorologique) associé avec un courant-jet d'occlusion. Le 1er octobre 2020, le département du Morbihan est placé en vigilance rouge pour des vents violents, ce qui est assez remarquable, la vigilance ayant été déclenchée en tout début d'automne seulement. Au paroxysme tempétueux, plus de 100 000 foyers ont été privés d'électricité en Bretagne. Les rafales maximales notées affectèrent en particulier le Morbihan avec 186 km/h à Belle-Île-en-Mer et 157 km/h à Groix, alors que dans les terres les vents étaient de 100 à 130 km/h.
En se décalant vers l'est, la tempête a causé un épisode méditerranéen exceptionnel qui affecte autant le sud-est de la France que l'Italie et la Suisse. Le bilan est très lourd et les dégâts ont été exceptionnels : au moins 4 décès en France (3 dans les Alpes-Maritimes, 1 dans le Finistère) avec au moins 7 personnes disparues et une dizaine de personnes supposées disparues, une centaine de maisons endommagées voire complètement détruites, des ponts et des routes emportés, notamment dans la vallée de la Vésubie et de la Roya. Il tomba 500 millimètres en 24 heures à Saint-Martin-Vésubie située dans l'ancien Comté de Nice au pied du massif du Mercantour.
En Grande-Bretagne, le Met Office a signalé que les accumulations maximales était de 78 millimètres à Liss, dans le Hampshire, avec une rafale maximale de 114 km/h à Berry Head, dans le Devon. En Italie, les régions du Piémont et de la Ligurie furent mis en état d’urgence alors que deux personnes sont mortes et des villages furent coupés du monde par les pluies diluviennes suivies de crues soudaines à la frontière française. En Suisse, les précipitations ont atteint dans l’ouest du Tessin les 400 mm en 24 heures selon MétéoSuisse. Des routes en montagne furent fermées, une alarme de crues, des autoroutes ont dû être fermées et le trafic ferroviaire a également été interrompu dans plusieurs régions.

### TempêteBarbara
C'est le 18 octobre 2020 que AEMet a attribué le nom Barbara, (alias Imka) à la large dépression se creusant sur l'Atlantique, à l'ouest de la péninsule Ibérique. Elle se dirigeait alors vers les îles Canaries et le 20 octobre poursuivait vers les îles Britanniques,. Elle a affecté le Portugal et l’Espagne, avant de frapper le sud-ouest de la France.
En France, une vigilance orange sur l'ouest du pays, et même rouge pour le sud-ouest, fut émise par Météo-France. En haute montagne, le vent a soufflé à plus de 200 km/h en pointe avec une rafale à 216 km/h à Iraty, dans les Pyrénées-Atlantiques et une à 194 km/h au Pic du Midi. Ailleurs dans le sud-ouest, les vents ont atteint de 100 à 130 km/h. Environ 76 000 foyers ont été privés d’électricité avec d’importants dégâts causés au réseau électrique, dont 19 000 dans les Pyrénées-Atlantiques. Les pompiers ont quant à eux reçu 300 appels, essentiellement pour dégager des routes à la suite de chutes d’arbres et de poteaux. Un homme fut écrasé par un arbre dans son jardin en Saône-et-Loire  à Digoin. Il est mort étouffé peu après selon la gendarmerie. 

### TempêteAiden
La tempête Aiden a été nommée, le 30 octobre 2020,
par Met Éireann qui a émis une alerte orange, aux vents sévères et aux rafales, jusqu'en fin d'après-midi du 31 octobre.
Plus de 8 000 maisons et entreprises ont perdu leur alimentation électrique alors que la tempête a frappé l'Irlande avec des rafales qui ont renversé des arbres (jusqu'à 130 km/h à Malin Head). La pluie a aussi causé des inondations. Au Royaume-Uni, la rafale la plus élevée fut de 127 km/h à Altnaharra dans le Sutherland (Écosse).

### Ex-ouraganZeta
Après avoir frappé le sud des États-Unis comme ouragan, le cyclone extratropical Zeta a traversé l'Atlantique pour toucher les îles Britanniques le 1er et 2 novembre causant des inondations et donnant des vents importants. Il a poursuivi vers l'Europe du Nord ensuite. Elle a atteint la Scandinavie le lendemain.

### TempêteClément
La tempête Clement a été nommée par L'AEMET le 27 novembre alors qu'elle était située près des Açores. Depuis le 28 novembre, elle s'est déplacé vers le sud, affectant les îles Canaries et Madère. La tempête a fait presque du surplace ensuite, gardant les pires conditions des Açores aux Canaries mais le Portugal et certaines parties de l'ouest de l'Espagne devaient voir les bandes extérieures de Clément.

### TempêteDora
Le 2 décembre 2020, l'agence espagnole AEMet a attribué le nom Dora,
(alias Wenke)
à la dépression atlantique profonde, alors située au dessus de  la Grande-Bretagne. Elle a apporté de la pluie et de la neige au Royaume-Uni, en France, dans la péninsule ibérique et dans certaines parties de la Scandinavie. Les zones les plus proches de la côte ont connu des vents violents. Tard le 5 décembre, le système est devenu très désorganisé et tôt le lendemain a été absorbé par un autre système dépressionnaire, qui a été nommé Xunav par l'université libre de Berlin.

### TempêteErnest
Le 7 décembre 2020, l'agence espagnole AEMet a attribué le nom Ernest (alias Yvonne)
à une dépression atlantique. La tempête s'est déplacé au-dessus du golfe de Gascogne puis le continent apportant de la pluie et des vents dans le Nord de l'Espagne et dans le Sud de la France. Ses impacts se sont ensuite déplacés vers l'Italie et la Suisse, apportant pluie à basse altitude ainsi que de la neige dans les montagnes, mais des vents plus faibles.
Après avoir atteint les côtes de l'Italie, le système s'est tourné vers le nord-est. Ses pluies ont ensuite affecté les pays des Balkans et de la neige ou des précipitations mixtes sont tombées certaines parties de la Biélorussie, de la Russie et des pays baltes, avec son centre sur la Roumanie et la Bulgarie. Le système s'est dissipé le 12 décembre.

### TempêteBella
L'agence britannique Met Office a attribué, le 24 décembre 2020, le nom Bella, (alias Hermine) à la dépression alors située au sud-est du Groenland, se dirigeant vers les îles Britanniques. Le même jour, l'organisme non-officiel Joint Cyclone Central a émis son bulletin no 1 concernant cette tempête atlantique, prévoyant une augmentation des vents à la force équivalente à un ouragan de catégorie 1 le lendemain. La tempête a traversé la Grance-Bretagne le 27 pour se retrouver sur le nord de la France et le Benelux le lendemain matin tout en affectant la plupart de l'Europe. La tempête est remontée ensuite vers la Danemark en faiblissant et s'est dissipée le 1er janvier.
En France, la tempête a laissé environ 34 000 foyers privés d'électricité, en Bretagne, en Normandie, dans le Nord et le Pas-de-Calais, puis en Auvergne-Rhône-Alpes et Alsace Franche Comté. Dans l'ouest du Massif central, elle a donné d'importantes quantités de neige poudreuse au-dessus de 600 à 700 m. Des cumuls de plus de 20 cm ont été enregistré avec des maximums de 94 cm à Super Besse et 90 cm à Chastreix. Des dégâts par le vent ont aussi été signalés, dont une possible tornade en Loire-Atlantique au sud de Nantes, avec des rafales allant jusqu'à 145 km/h mesurées au sommet de la tour Eiffel à Paris,. Ailleurs, les rafales ont dépassé les 100 km/h et atteint jusqu'à 167,8 km/h à Cagnano en Haute-Corse, 143,3 km/h à Ouessant-Stiff en Bretagne, 142,6 km/h à Cap Gris-Nez dans le Pas-de-Calais et 137,8 km/h Cap-Ferret en Gironde. Finalement les cumuls de pluie dans le Sud-ouest et en Corse ont atteint 45 à 100 mm avec un maximum de 109,4 mm à Begaar dans les Landes.
En Grande-Bretagne, les vents violents ont atteint jusqu'à 170 km/h sur l'île de Wight et 129 km/h sur certaines parties de la côte sud de l'Angleterre et du nord du Pays de Galles. De fortes pluies ont frappé certaines parties du pays, perturbant les services ferroviaires et bloquant certains trains dans les eaux de crue et par la chute d'arbres. Au Pays de Galles, la tempête avait provoqué des coupures d'électricité dans 21 000 foyers. Quelque 1 000 personnes ont dû être évacuées d'un parc de maisons mobiles inondé à Northampton le jour de Noël. En Irlande, la tempête a été particulièrement destructrice dans la région de Dublin, laissant près de 1 500 maisons sans électricité.
Dans les Pays-Bas, la tempête a donné des rafales pouvant atteindre 110 kilomètres à l'heure en mer et un peu moindres sur terre. Dans tout le pays, le vent a causé des dégâts considérables, en particulier aux arbres.  Dans le nord-ouest de l'Espagne, des vents allant jusqu'à 125 km/h furent notés et des vagues allant jusqu'à 10 mètres frappèrent la côte nord. Un bâtiment à Avilés s'est effondré, endommageant plusieurs véhicules garés dans la zone. Le service ferroviaire a également perturbée en raison de dommages aux voies par les débris tombés, comme des poteaux de signalisation et des arbres.
En Italie, le nord du pays a reçu de la neige, en particulier Milan où le total fut d'au moins 15 centimètres, le tout causant de nombreux problèmes.

### TempêteFilomena
La tempête Filomena s'est formée sur les États-Unis au début de janvier 2021. Elle a été nommée par l'AEMET le 5 janvier lorsqu'elle traversait l'Atlantique,. L'université libre de Berlin l'a nommé Bartosz le 7 janvier alors qu'elle était entre Madère et les Açores. Elle a frappé l'Espagne et le Portugal les 8 et 9 janvier. Elle s'est ensuite déplacée à travers la Méditerranée vers l'Italie puis les Balkans tout en faiblissant. 

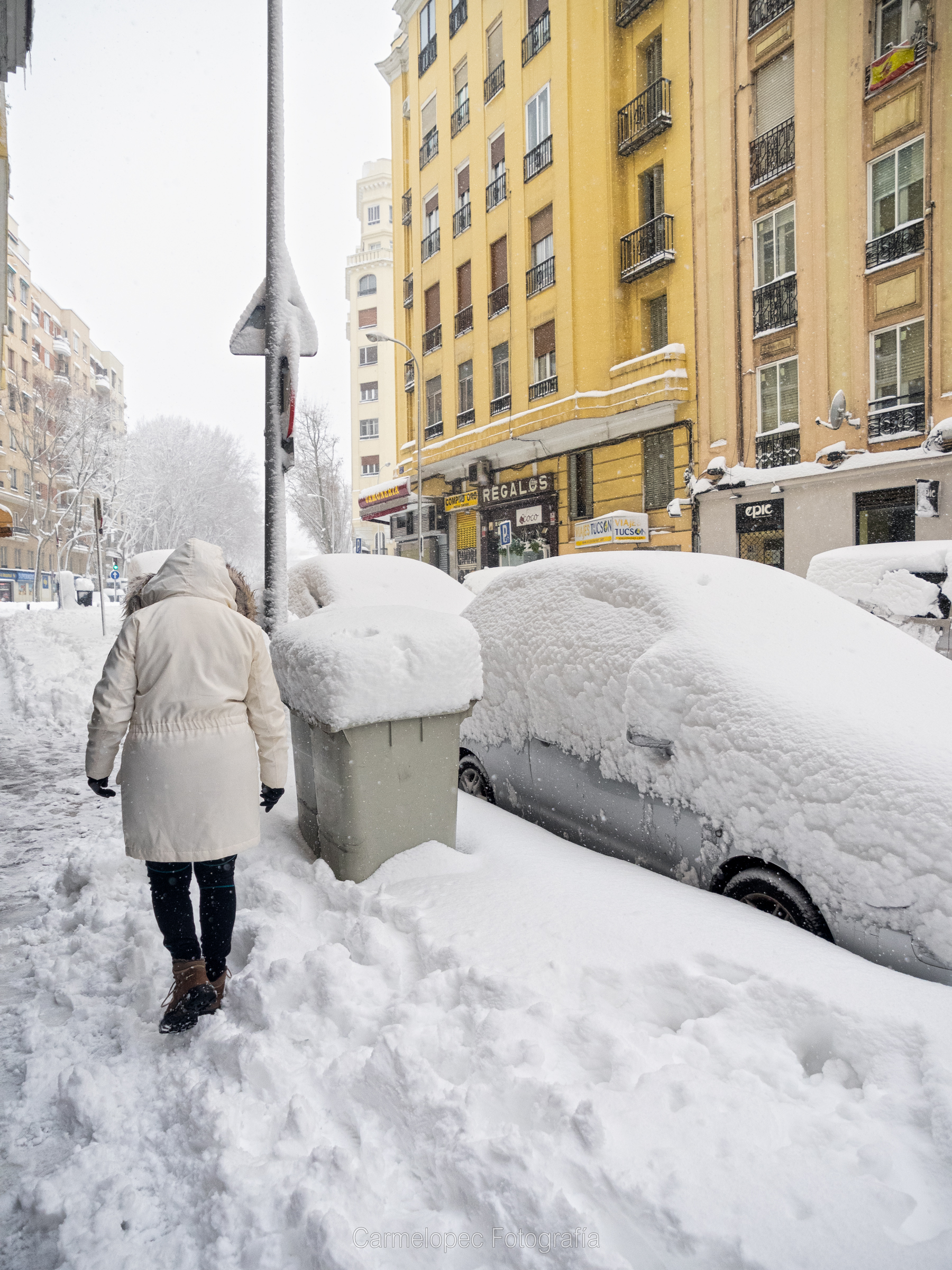
Neige à Madrid.

En Espagne, Madrid, l’Aragon, les régions de Valence, de Castille-La Manche et de la Catalogne ont été les plus touchées. Au total, 36 des 50 provinces espagnoles étaient en alerte de neige abondante, sauf de pluie dans l'extrême sud et le long des côtes. La circulation des poids lourds fut interdites en Catalogne et en Castille-La Manche, paralysant 1 300 camions. Dans la capitale, une épaisse couche de neige de 25 à 50 cm a paralysé la ville, la plus importante depuis 50 ans,.
L’unité militaire d’urgence est intervenue sur de nombreux axes routiers avec ses chasse-neiges pour venir en aide à pas moins de 1 000 automobilistes. Tous les établissements scolaires restèrent fermés pour plusieurs jours. L’aéroport international de Madrid-Barajas fut fermé le 8 janvier au soir, une trentaine de vols furent annulés et presque autant obligés d’atterrir ailleurs. Une vague de froid a suivi la tempête les 10 et 11 janvier avec des températures plongeant jusqu'à −15 °C la nuit à l'intérieur de la péninsule ibérique. Le 11 janvier, les autorités rapportaient au moins 7 décès : deux à Malaga en raison des inondations et 5 sans-abri morts de froid (un à Madrid, 2 à Barcelone, un à Cadix et l'autre à Calatayud).
En France, la région des Pyrénées, du Vaucluse, des Bouches-du-Rhône, de l'ouest et le nord du Var et des Alpes-Maritimes ont reçu des quantités moindres avec de la pluie verglaçante par endroits. Le long de la frontière avec l'Espagne à La Jonquera, des embouteillages monstres se sont produits alors que les routes étaient fermées du côté espagnol.

### Succession de tempêtes fin janvier
Après que le Met Office a nommé Christoph le 18 janvier, le même jour, l'AEMet notait la formation d'une dépression secondaire en son sein. Le lendemain 19 janvier, l'IPMA a nommé cette dépression secondaire Gaetan. Ce même 19 janvier, l'AEMet annonçait alors que Gaetan était la première de tempêtes qui se succèderaient jusqu'au 26 janvier. La prévision s'avéra juste, puis que les tempêtes Hortense, Ignacio et Justine, ont été nommées par l'AEMet ou l'IPMA les 20, 22 et 26 janvier. 

#### TempêteChristoph
La tempête Christoph a été nommée le 18 janvier par le Met Office alors qu'elle était sur l'Atlantique Nord,. L'université libre de Berlin l'a nommé Goran. Le système a touché les îles Britanniques le 20 janvier. Elle a provoqué de fortes inondations au Royaume-Uni et des chutes de neige importante dans le nord de l'Angleterre. Selon les analyses des assureurs, les pertes du secteur de l'assurance dues aux inondations pourraient varier entre 80 et 120 millions £.
Après s'être éloigné du Royaume-Uni, elle a frappé la Scandinavie avec des vents forts et de la neige. Le service météorologique norvégien, qui lui a donné le nom de « Frank », a rapporté des vents violents allant jusqu'à 50 mètres par seconde (180 km/h) dans le nord du pays combinés à des températures basses (−15 °C). De fortes chutes de neige ont aussi frappé le nord de la Suède, certains endroits recevant jusqu'à 1 mètre de neige. Les trains ont été arrêtés dans les régions de Jämtland et Norrbotten, et le trafic a été perturbé dans tout le Norrland ainsi que dans certaines parties de l'est de la Norvège. La neige et les vents ont coupé l'électricité à plusieurs milliers de personnes dans l'est de la Norvège et ont perturbé le réseau téléphonique.

#### TempêteGaetan
La tempête Gaetan a été nommée le 19 janvier par l'IPMA. L'université libre de Berlin l'a nommé Hakim le 20 janvier. Elle a suivi un tracé similaire à celui de Christoph, frappant l'Espagne et le Royaume-Uni de vents violents, de pluie et de neige avant d'être absorbée par la tempête Christoph le 22 janvier,.

#### TempêteHortense
La tempête Hortense a été nommée par AEMet le 20 janvier alors qu'elle traversait l'Atlantique Nord (Irek par l'université libre de Berlin). Elle a touché la péninsule Ibérique le 22 janvier. Par la suite, elle a atteint la Corse avant de remonter vers le nord en faiblissant et atteindre la mer Baltique le 24.
En Catalogne, des rafales de 80 à 120 km/h ont été signalées causant certains dégâts. En France, 4 départements furent mis en alerte orange, près de la frontière espagnole et en Corse, pour des vents violents, des orages et de la submersion marine. En Corse, des rafales de vent à 214 km/h ont été enregistrées à Cagnano, dans le Cap Corse, et de 80 à 150 km/h ailleurs.

#### TempêteIgnacio
Le 22 janvier, l'AEMet a attribué le nom Ignacio à la tempête (l'université libre de Berlin l'a nommé Lars).
Ignacio est passé sur l'Espagne et l'Italie, donnant de fortes pluies les 23 et 24 janvier. Ensuite, la tempête s'est dirigée vers l'Europe centrale et de l'est, apportant jusqu'à 30 cm de neige en Ukraine, Pologne, Biélorussie, Lituanie et Lettonie. Des vents violents accompagnaient la neige, créant des conditions de blizzard ce qui a provoqué des accidents et des coupures de courant à plus de 80 000 clients selon les médias locaux. Certaines parties de l'Allemagne et de la République tchèque ont également reçu de la neige.
La tempête a fini par se dissiper le 27 janvier sur la Finlande.

#### TempêteJustine
Le 26 janvier, l'IPMA a attribué le nom Justine, à la tempête (l'université libre de Berlin l'a nommé Peter). Provenant de l'Atlantique, elle affecta les Açores avant d'atteindre la côte bretonne le 30 janvier. La pluie a affecté d'abord le sud de l'Irlande, le sud du Pays de Galles et l'extrême sud-ouest de l'Angleterre avant de se propager vers l'est à travers le Royaume-Uni et en France et dans le nord de l'Espagne pendant la nuit alors qu'elle se dirigeait vers le golfe de Gascogne. Justine a ensuite été absorbé par un autre système qui a apporté de la neige importante dans des régions de Croatie et de Slovénie.
Il y a eu des rafales jusqu'à 137 km/h le long des côtes du nord de l'Espagne et du sud-ouest de la France. En France, des routes furent coupées par les crues et les débris dans les Landes, la circulation fut interrompues sur la ligne de Bordeaux à Hendaye et jusqu'à 2 000 foyers furent privés de courant. Certaines parties de l'Irlande et du sud de l'Angleterre ont également enregistré des chutes de neige totalisant jusqu'à 13 cm. 

### TempêteDarcy
Le 5 février, l'agence nationale néerlandaise de météorologie, KNMI, a attribué le nom Darcy,
à la dépression alors située sur la péninsule Ibérique.
KNMI émet, le 6 février, pour presque la totalité du pays, une alerte rouge pour de fortes précipitations de neige. Met Office pour sa part, le 7 février, émet une alerte orange pour le sud-est de l'Angleterre, pour de forts vents, de la pluie, de la neige pouvant devenir glace. Un air froid, en provenance de la Russie et des pays de l'Est pouvant alors provoquer de fortes accumulations de neige sur l'est de l'Angleterre et l'Écosse.
Localement en Rhénanie-du-Nord-Westphalie, dans les régions néerlandaises de Twente et Achterhoek et la région métropolitaine d’Arnhem-Nimègue, l'accumulation de neige a atteint 30 cm. Les horaires des transports publics aux Pays-Bas ont été très perturbés et le trafic ferroviaire fut complètement arrêté en raison des aiguillages gelés,. Le 8 février, les journaux nationaux néerlandais, dont De Telegraaf, De Volkskrant et Algemeen Dagblad, n'ont pas imprimé de copies papiers en raison du mauvais temps. Les températures froides la nuit (jusqu'à −15 °C) ont ravivé l'espoir de pouvoir tenir le premier Elfstedentocht (événement de patinage sur glace longue distance) depuis 1997, bien que l'événement ait été annulé en novembre 2020 en raison à la pandémie de Covid-19,,.
Au Royaume-Uni, de nombreux automobilistes furent piégés ou dérapèrent hors de la route, les centres de vaccination et les écoles furent fermés, les trains furent annulés du sud de l'Angleterre à l'Écosse ainsi que dans une partie de l'Irlande du Nord. Dans le Nord et l'Est, les chutes de neige pouvaient atteindre jusqu'à 15 cm.

### TempêteKarim
L'agence espagnole AEMet a attribué le nom Karim, le 18 février 2021, à la tempête alors située dans l'Atlantique Nord. L'université libre de Berlin l'a nommé Christopher. Des bulletins de vigilance orange pour le vent ont été émis pour certaines parties du nord-ouest de l'Espagne, alertant les résidents des rafales de vent allant jusqu'à 110 km/h. 
Le système a eu des effets sur la majeure partie de l'Irlande et de l'Écosse, apportant de la pluie et du vent modéré. Certaines parties de Majorque et des Baléares ont subi une tempête de poussière et de boue venant du Sahara sous les vents du sud de Karim, La température fut aussi à la baisse. Les plus fortes chutes de boue ont enregistrées à Andratx. Météo-France rapportait également un ciel orange sur une bonne partie de l'Europe.

### TempêteLola
Le 21 avril 2021, l'agence météorologique portugaise (IPMA) a attribué le nom Lola,, à la dépression située à 300 km au nord-nord-est de Corvo (l'une des îles de l'archipel des Açores). Les événements alors attendus étaient des vagues de l'ordre de 6 à 7 m, de fortes précipitations, et des rafales de vent (de 120 à 130 km/h à l'ouest et au centre de l'archipel et 100 km/h à l'est). 
Pour sa part, l'agence espagnole (AEmet) a lancé un avertissement le 23 avril lors de l'approche de la tempête Lola à l'ouest du Portugal le 24. La dépression s'est dissipée sur le sud-ouest de la Méditerranée le 28 avril. 
Aux Açores, outre de fortes précipitations, la tempête a provoqué des chutes d'arbres, des dégâts aux infrastructures (poteaux, câbles, ...) et aux bâtiments.
On y a également relevé des inondations, des coupures de routes, ainsi que des destructions de cultures (notamment de vignes),
mais pas de blessés ou de morts. Sur le continent, sur presque toutes les régions de la péninsule Ibérique, elle a donnée des précipitations et des orages, localement forts.

### TempêteEvert
Le 29 juillet, le Met Office britannique a émis un avertissement pour la tempête Evert, soit est la première à se voir donner un nom lors d'un mois de juillet depuis la mise sur pied de la nouvelle nomenclature européenne. Le système devait donner des vents violents et de la pluie abondante sur l'Angleterre et le Pays de Galles. La tempête fut nommée Ferdinand par l'université libre de Berlin. Evert/Ferdinand  a ensuite atteint la côte du Benelux le 30 et remonté vers les pays scandinaves le lendemain avant de se dissiper le 2 août,,.
Le 30 juillet, deux femmes ont été grièvement blessées par la chute d’un chêne près de Heveningham dans le Suffolk, l’une avait des blessures à la colonne vertébrale et à la tête, tandis que l’autre avait des blessures au bassin et au bras. Les garde-côtes de Falmouth ont répondu à 22 incidents au large des îles Scilly alors que des vents de près de 70 milles par heure (113 km/h) ont frappé les Cornouailles.

## Systèmes hors nomenclature

### TempêteAila
La tempête Aila, nommée par l'Institut météorologique finlandais, a touché la Finlande le 16 septembre 2020 et le lendemain. Le pire impact fut du centre-sud du pays juste au nord d'Helsinki. Dans ces régions, la tempête a apporté de fortes pluies et du vent, ainsi que des vagues jusqu'à 5,8 m de hauteur et des vents jusqu'à 124 km/h. Les plus fortes accumulations ont été notées à Kajaani où il est tombé autant de pluie en deux jours que la moyenne de septembre. En termes de dommages, la tempête a perturbé le trafic des traversiers, abattu des arbres et coupé l'électricité à au moins 90 000 foyers,.

### TempêteDimitrios
La tempête Dimitrios, nommée par l'université libre de Berlin, a touché l'Europe du Nord du 10 au 12 janvier 2021. Ses effets les plus notables ont été en Suède, où l'Institut suédois de météorologie et d'hydrologie (SMHI) a émis une alerte rouge de neige dans certaines parties du comté de Västernorrland, la première fois depuis 2010. La tempête a provoqué des conditions de blizzard dans cette région, les rafales de vent de 64 km/h soulevant en poudrerie les 46 à 61 cm) de neige tombées à l'ouest de la ville d'Örnsköldsvik. La tempête a laissé 6 000 clients dans le nord de la Suède sans électricité. Des vents forts et de la pluie furent également signalées en Finlande et en Allemagne,.

### TempêteKlaus
La tempête Klaus, nommée par l'université libre de Berlin le 8 mars 2021, a provoqué de fortes pluies et des rafales de vent pouvant atteindre 160 km/h sur l'Allemagne et la Norvège.

### TempêteEugen
Le 4 mai, une tempête Eugen, nommée par l'université libre de Berlin, a touché le nord de la France et la Belgique avec des rafales allant jusqu'à 130 km/h. À Boulogne-sur-Mer, elle a égalé le record de vent de mai avec des rafales à 133 km/h.

### DépressionBernd
Le 14 juillet, une dépression froide nommée Bernd a provoqué des inondations majeures en Europe, faisant plus de 200 morts dont la majorité en Allemagne, en Belgique et aux Pays-Bas.

### Liens connexes
- Liste des tempêtes européennes
- Saison des tempêtes hivernales en Europe de 2019-2020
- Saison des tempêtes hivernales en Europe de 2021-2022